# Громадянська війна в Афганістані (1989—1992)
Громадянська війна в Афганістані 1989—1992 років — громадянська війна в Афганістані, що тривала після виведення радянських військ з Афганістану 15 лютого 1989 року по 27 квітня 1992 року, тобто наступний день після проголошення Пешаварських угод, якими було проголошено новий перехідний афганський уряд, що мав розпочати роботу 28 квітня 1992.
Групи моджахедів, частково об'єднані в Ісламську єдність афганських моджахедів у 1989—1992 роках оголосили, що воюють за переконанням із ворожим «маріонетковим режимом» Республіки Афганістан у Кабулі. У березні 1989 року угруповання моджахедів Ісламська партія Ґульбуддіна (Хезб-е Ісламі Ґульбуддін) та Іттехад-і Ісламі у співпраці з міжвідомчою розвідкою Пакистану (ISI) напали на Джелалабад, але до червня були розбиті.
У березні 1991 року коаліція моджахедів швидко захопила Хост. У березні 1992 року, втративши останні залишки радянської підтримки, президент Мохаммад Наджібулла погодився відійти і звільнити місце для коаліційного уряду моджахедів. Одна група моджахедів, Хезб-е Ісламі Ґульбуддін, відмовилася від зустрічі та обговорення коаліційного уряду в рамках Пешаварської мирної угоди, спонсорованої Пакистаном, і вдерлася в Кабул. Це поклало початок громадянській війні, яка розпочалася 25 квітня 1992 року між початковими трьома, але вже за кілька тижнів п'ятьма чи шістьма групами або арміями моджахедів.